# Inmaculada Concepción (Murillo, 1670)

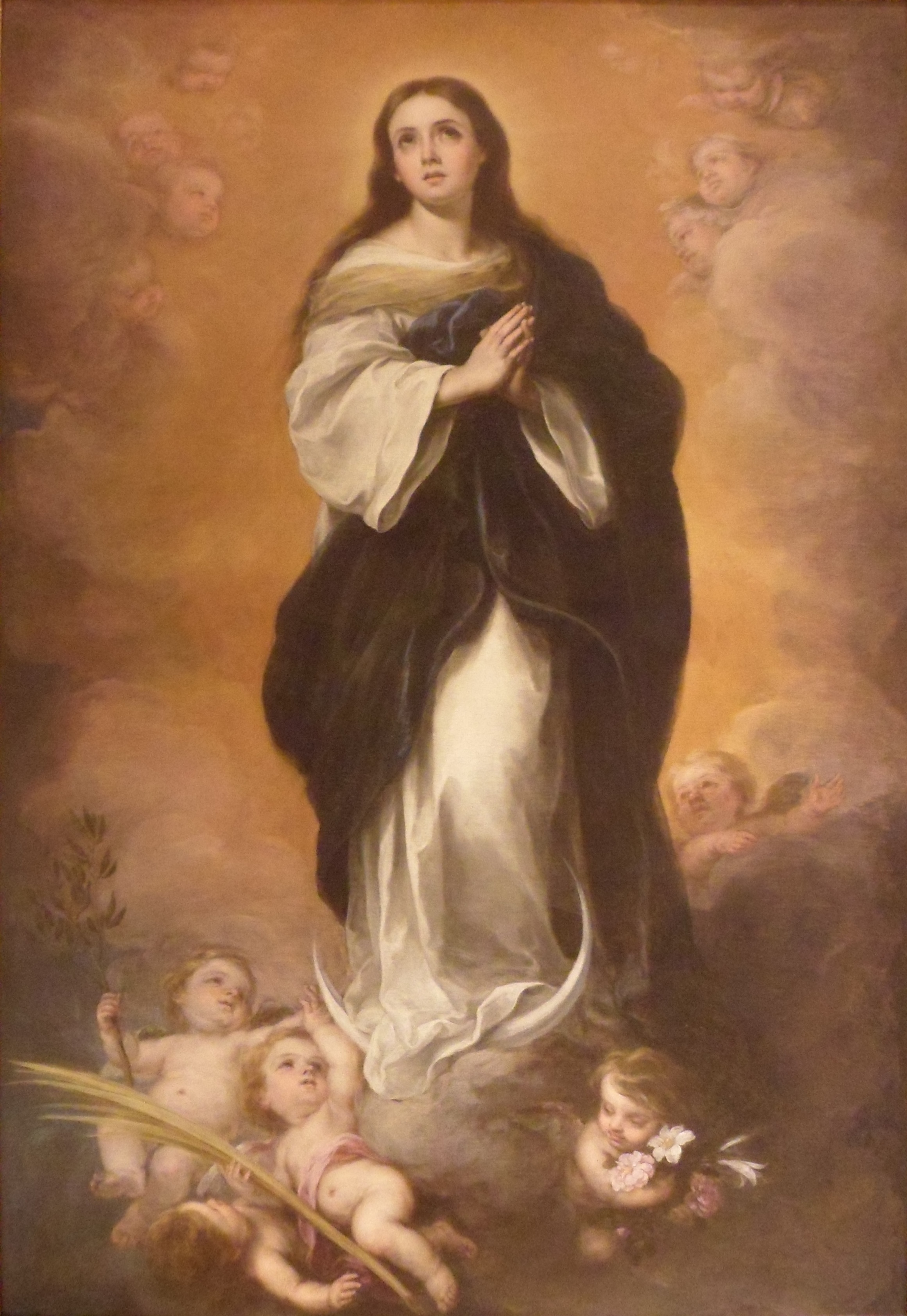

La Inmaculada Concepción es una pintura realizada por Bartolomé Esteban Murillo hacia el año de 1670. Pertenece a los acervos de Museo Soumaya.Fundación Carlos Slim. Realizado en óleo sobre lienzo, sus dimensiones son 168 x 112 cm.
El cuadro fue registrado como un original de Murillo en el catálogo de Diego Angulo Íñiguez, historiador del arte español, publicado en 1979. Perteneció al mariscal francés Horace-Francois-Bastien Sebastiani de la Porta, quien participó en la invasión napoleónica a España en 1807. El cuadro viajó así a París y permaneció en la ciudad hasta que Jean-Baptiste-Pierre Le Brun lo adquirió por recomendación de su mujer, la pintora de cámara de María Antonieta, Marie-Louise-Elisabeth Vigée Le Brun, quien sugirió a su marido, devolverlo a España.